# Université Frederick
L’université Frederick (en anglais : Frederick University) est une université privée chypriote. Basée à Nicosie et Limassol, elle fut créée en 1965 sous le nom de Nicosia Technical and Economics School. Elle n’obtint son nom actuel seulement en 2007.

## Composantes
Elle possède 6 facultés, chacune ayant plusieurs programmes de licence et master :
- École d'architecture, des beaux-arts et d'arts appliqués
- École des sciences économiques et de gestion
- École d'éducation
- École de la technologie et des sciences appliquées
- École des sciences de santé
- École des sciences humaines et des sciences sociales